# Dãy núi Talamanca
Cordillera de Talamanca hay dãy núi Talamanca là dãy núi chính ở đông nam Costa Rica nằm theo hướng tây-bắc đông-nam trước khi lan xuống miền tây Panamá. Sườn núi này cũng là đường phân thủy cho những sông ngòi chảy ra biển Caribe hoặc xuôi ra Thái Bình Dương. Phần lớn dãy núi này và khu vực xung quanh thuộc về Vườn quốc tế La Amistad, của chung hai nước Costa Rica và Panamá.

## Thám hiểm và phân loại
Điểm cao nhất dãy này cũng là điểm cao nhất của Costa Rica là đỉnh Chirripó, đo được 3.820 m. Thứ nhì là Cerro de la Muerte (3.451 m). Phần lớn khu vực của dãy núi này vẫn chưa được thám hiểm.
Bao phủ rặng núi này là một loại rừng miền núi ở giữa cao độ 1.000 và 3.000 m. Trên 1.800 m thì loài thảo mộc chính là loài sồi (Quercus costaricensis). Trên 3.000 m thì cây cối thưa dần và chuyển sang cỏ lau páramo cùng những cây bụi và tre lùn thuộc chi Chusquea. Cao hơn nữa, trên 3.400 m thảm thảo mộc chủ yếu là đồng cỏ núi cao vùng nhiệt đới Tân thế giới. Đỉnh núi tuy thuộc miền nhiệt đới nhưng thường có sương giá về đêm khi nhiệt độ có thể tụt xuống -5 °C.
Rặng Talamanca có vị trí quan trọng trên thế giới đây là một địa điểm sinh thái dày đặc với nhiều loài đặc hữu. Khu vực Talamanca là môi trường sinh sống quan trọng cho nhiều loài chim muông cùng thú lớn như lợn vòi Baird, báo sư tử, báo đốm Mỹ. Sự sống còn của nhiều loài động vật hiện nay bị đe dọa vì môi trường sinh sống của chúng bị phá hoại và thu hẹp.

## Các đỉnh cao
- Chirripó - 3.820 m (Costa Rica)
- Cerro Kamuk - 3.554 m (Costa Rica)
- Cerro Buenavista - 3.491 m (Costa Rica)
- Volcán Barú - 3.475 m (Panama)
- Cerro de la Muerte - 3.451 m (Costa Rica)
- Cerro Fábrega - 3.335 m (Panama)
- Cerro Itamut - 3.293 m (Panama)
- Cerro Durika - 3.280 m (Costa Rica)

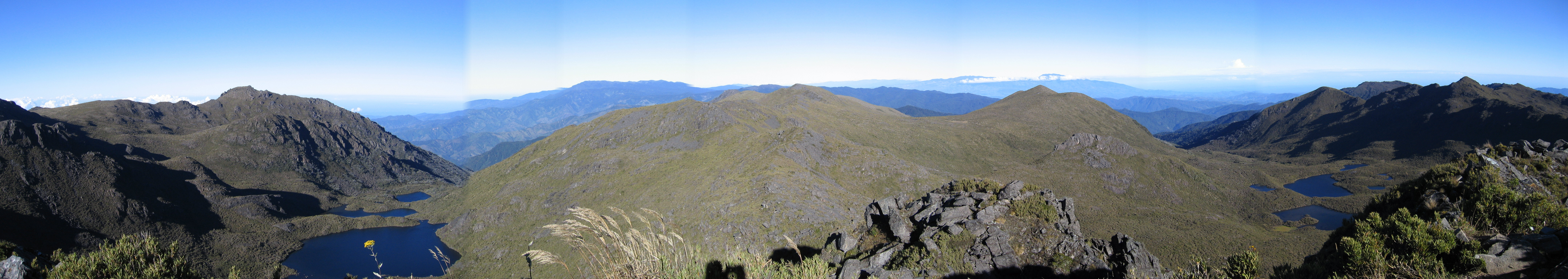
Rặng Talamanca với đỉnh Chirripó ở giữa

- Cerro Echandi - 3.163 m (Panama)